# Фицджеральд, Джон, 1-й граф Килдэр
Джон Фиц-Томас Фицджеральд (англ. John FitzGerald, 1st Earl of Kildare, около 1250 — 10 сентября 1316) — ирландский аристократ и военный деятель, пэр Ирландии, 4-й лорд Оффали (1287—1316), 1-й граф Килдэр (1316).

## Биография
Старший сын Томаса Фиц-Мориса Фицджеральда (ум. 1271) и Рохесии де Сент-Мишель, внук Мориса Фицджеральда, 2-го лорда Оффали. После смерти своего дяди Мориса Фицджеральда, 3-го лорда Оффали, Джон в 1287 году унаследовал титул 4-го лорда Оффали.
В 1291 году у Мориса Фицджеральда начался конфликт с Уильямом Весси, лордом Килдэром (ум. 1297), юстициарием Ирландии в 1290—1294 годах. На Джона Фицджеральда часто жаловались из-за притеснения жителей и пренебрежения к вопросу обороны владений английской короны. Из всех магнатов Ирландии тех времён на Джона Фицджеральда сыпалось большей всего жалоб и доносов. Возможно, это было связано с тем, что он присвоил немало земель, относительно права наследования которых шли споры. Уильям де Весси перешёл на сторону тех, кто подавал жалобы. Джон Фицджеральд обвинил его во лжи и клевете, обратился к королю Англии Эдуарду I Плантагенету и попросил его изучить этот вопрос непредвзято. Король Англии вызвал Джона Фицджеральда и Уильяма де Весси в Лондон, чтобы прояснить ситуацию. Аргументы Джона Фицджеральда показались королю более убедительными. Раздались голоса, чтобы их спор был разрешён поединком на мечах. Но Уильям де Весси бежал во Францию. После этого Эдуард объявил, что Джон Фицджеральд прав, ему были возвращены имения и усадьбы в землях Килдэр, Ратанган и другие, которые были конфискованы у Уильяма де Весси в пользу короны.
В 1296 и 1299 годах Джон Фицджеральд, лорд Оффали, по вызову короля Эдуарда I дважды участвовал в его военных кампаниях в Шотландии. В 1301—1302 годах вместе с Джоном Воганом, лордом-юстициарием Ирландии, и другими ирландскими феодалами он участвовал в третьей военной кампании английского короля в Шотландии.
Но тем временем и в самой Ирландии вспыхнуло восстание за независимость. Джона Фитцджеральда отправили на подавление восстания в Ирландии. В 1307 году он вместе со своим зятем сэром Эдмундом Батлером воевал против ирландских повстанцев в Оффали. Повстанцы разрушили замок Гисхилл и захватили город Лиишь. В 1312 году он возглавил английскую армию, отправленную на подавление восстания в Мюнстере. 25 мая 1315 года Эдвард Брюс, младший брат короля Шотландии Роберта I Брюса, высадился в Ирландии, был коронован верховным королём Ирландии, провозгласил независимое королевство Ирландия и начал войну против английских войск и ставленников короля Англии. Джон Фитцджеральд начал войну с Эдвардом Брюсом, устроив «большую резню» ирландцев. Эдвард Брюс был разбит и погиб в битве при Фогхарте.
В награду за эту победу английский король Эдуард II Плантагенет наградил его титулом графа Килдэр 14 мая 1316 года. В этом же году Джон Фицджеральд основал августинский монастырь в Адэре, графство Лимерик.
12 сентября 1316 года Джон Фицджеральд, 1-й граф Килдэр, скончался в Ларахбриане, в окрестностях замка Мейнут. Он был похоронен во францисканском монастыре в Килдэре.

## Семья
Джон Фицджеральд был женат на Бланш де ла Рош, дочери Джона де ла Роша, лорда Фермоя, и Мод Уэйли (дочери Генри Уэйли). Супруги имели в браке двух сыновей и двух дочерей:
- Джеральд Фицджеральд (ум. 1303);
- Томас Фицджеральд, 2-й граф Килдэр (ум. 1328), преемник отца;
- Джоан Фицджеральд[англ.] (1281—1320), жена с 1302 года Эдмунда Батлера, графа Каррика (1268—1321);
- Элизабет Фицджеральд, вышла замуж за Николаса Неттервиля, предка виконтов Неттервиль[англ.].